# سیوریو
سیوریو (به فرانسوی: Civrieux) یک کمون در فرانسه است که در canton of Reyrieux واقع شده‌است.

## خصوصیات
سیوریو ۱۹٫۷۶ کیلومترمربع مساحت و ۱٬۳۴۰ نفر جمعیت دارد و ۲۸۰ متر بالاتر از سطح دریا واقع شده‌است.

## خواهرخوانده
شهرهای پنتلینگ، چرتو لاتزیاله و کورچیانو خواهرخوانده‌های سیوریو هستند.